# 高木秀雄 (地質学者)
高木 秀雄（たかぎ ひでお）は、日本の地質学者。早稲田大学教育学部教授。元日本地質学会副会長。

## 人物・経歴
東京都世田谷区新町生まれ。父は地質調査所の専門家。北区立王子第一小学校、北区立清至中学校、東京都立文京高等学校を経て、1978年千葉大学理学部地学科卒業。1980年名古屋大学大学院理学研究科地球科学専攻修士課程修了。水谷伸治郎研究室出身。1982年同博士課程中退、早稲田大学教育学部地球科学教室助手。1985年理学博士。1986年日本地質学会研究奨励賞受賞。1989年ロンドン大学ロイヤル・ホロウェイ訪問研究員。早稲田大学教育学部地球科学教室助教授を経て、1997年同教授。2008年日本地質学会副会長、日本ジオパーク委員会顧問。2009年大韓地質学会功労賞受賞。

## 著作
- 『基礎地質図学 : 作図と読図 改訂』（大杉徴, 坂幸恭と共著）前野書店 1997年
- 『三陸にジオパークをー未来のいのちを守るために』早稲田大学出版部 2012年

### 編集
- 『地球・環境・資源 : 地球と人類の共生をめざして』（内田悦生と共編）共立出版 2008年

### 監修
- 『年代で見る日本の地質と地形 :日本列島5億年の生い立ちや特徴がわかる』誠文堂新光社 2017年
- 『日本列島5億年史: 地形・地質でわかる!! : 日本列島はどのように形成されたのか』洋泉社MOOK 2018年
- 『世界自然遺産でたどる美しい地球 :地形・地質・地層で読み解くビジュアル地球史』新星出版社 2018年
- 『世界遺産』（西谷大と共同監修）講談社 2018年
- 『地形・地質で読み解く 日本列島5億年史』宝島社 2020年